# Amioides
Amioides is een monotypisch geslacht van straalvinnige vissen uit de familie van kardinaalbaarzen (Apogonidae).

## Soorten
De volgende soorten zijn bij het geslacht ingedeeld:
- Amioides grossidens  (Smith & Radcliffe, 1912)